# Маљевац
Маљевац је насељено место у општини Цетинград, на Кордуну, Карловачка жупанија, Република Хрватска.

## Географија
Маљевац се налази око 9 км североисточно од Цетинграда.

## Историја
Маљевац се од распада Југославије до августа 1995. године налазио у Републици Српској Крајини. До територијалне реорганизације у Хрватској налазио се у саставу бивше велике општине Слуњ.

### Други свјетски рат
Крајем јуна 1941. године усташе су похапсиле много Срба у селима Маљевцу и Цетинграду, срез Слуњ, у Широкој Рјеци и свим осталим селима општине Крстиње, срез Војнић. Довезли су их камионима у Велику Кладушу и у православној цркви поклали ножевима.
Само из села Маљевца једном су поубијали чекићем у главу око 400 жена и деце.

## Становништво
Према попису становништва из 2011. године, насеље Маљевац је имало 115 становника.

### Број становника по пописима
| Националност   | 2001. | 1991. | 1981. | 1971. | 1961. | 1953. | 1948. | 1931. | 1921. | 1910. | 1900. | 1890. | 1880. | 1869. | 1857. |
| бр. становника | 149   | 388   | 356   | 195   | 353   | 278   | 220   | 807   | 725   | 778   | 271   | 592   | %     | %     | %     |

- напомене:

Садржи податке за насеље Бухача које је од 1857. до 1900. те у 1948. исказивано као насеље. У 2001. смањено издвајањем насеља Бухача и Маљевачко Селиште. Од 1857. до 1880. подаци садржани у насељу Бухача. Од 1910. до 1931. те у 1981. и 1991. садржи податке за насеље Бухача, а до 1900. те у 1981. и 1991. за насеље Маљевачко Селиште.

### Национални састав
Миграциони процеси у селу су се одвијали двосмерно. Срби су се исељавали, а Муслимани (који су почели да се насељавају после Другог светског рата из суседне аграрно пренасељене Цазинске крајине у Босни) досељавали.
| Националност       | 2001.       | 1991.        | 1981.        | 1971.        | 1961.        |
| Хрвати             | 65 (43,62%) | 35 (9,02%)   | 36 (10,11%)  | 32 (8,60%)   | 31 (5,68%)   |
| Срби               | 30 (20,13%) | 226 (58,24%) | 217 (60,95%) | 333 (89,51%) | 514 (94,31%) |
| Југословени        | 0           | 7 (1,80%)    | 34 (9,55%)   | 2 (0,53%)    | 0            |
| остали и непознато | 54 (36,24%) | 120 (30,92%) | 69 (19,38%)  | 5 (1,34%)    | 0            |
| Укупно             | 149         | 388          | 356          | 372          | 545          |

- У табели: Национални састав, за пописне године од 1961. до 1991. садржани су подаци за новоформирана насеља: Бухача и Маљевачко Селиште.

## Попис 1991.
На попису становништва 1991. године, насељено место Маљевац је имало 388 становника, следећег националног састава:
| Попис 1991.‍  | Попис 1991.‍  | Попис 1991.‍ | Попис 1991.‍ | Попис 1991.‍ |
| ------------ | ------------ | ----------- | ----------- | ----------- |
|              |              |             |             |             |
| Срби         | Срби         |             | 226         | 58,24%      |
| Муслимани    | Муслимани    |             | 112         | 28,86%      |
| Хрвати       | Хрвати       |             | 35          | 9,02%       |
| Југословени  | Југословени  |             | 7           | 1,80%       |
| неопредељени | неопредељени |             | 7           | 1,80%       |
| непознато    | непознато    |             | 1           | 0,25%       |
| укупно: 388  |              |             |             |             |